# Papuanticlea onaea
Papuanticlea onaea là một loài bướm đêm trong họ Geometridae.